# Gouken
 (octobre 2019).
Si vous disposez d'ouvrages ou d'articles de référence ou si vous connaissez des sites web de qualité traitant du thème abordé ici, merci de compléter l'article en donnant les références utiles à sa vérifiabilité et en les liant à la section « Notes et références ».
Gouken (剛拳, Gōken) est un personnage de la franchise Street Fighter. Il est le maître d'arts martiaux de Ryu et de Ken, ainsi que le frère ainé d'Akuma. Premièrement mentionné de façon obscure dans le jeu vidéo Street Fighter II: The World Warrior sous le nom de Sheng Long, Il est apparu pour la première fois dans le manga de Masaomi Kanzaki, Street Fighter II., dans lequel son apparence est plus ou moins déterminée.
En tant que combattant, il fait sa première apparition dans le jeu Street Fighter IV, sorti en 2008, tout d'abord comme boss caché dans la version arcade, puis jouable dans les versions consoles et PC.
Alors que la trame de fond des premiers épisodes de la franchise Street Fighter établissait que Ryu et Ken s'entraînaient sous le même maître d'arts martiaux et que le maître avait été tué par son frère, l'identité de ce personnage était à l'origine sans nom. Le manuel d'instructions des versions nord-américaine et européenne de Street Fighter II pour la SNES identifiait le maître de Ryu et Ken sous le nom de Sheng Long, un nom dérivé d'une mauvaise traduction de la phrase de victoire de Ryu dans la version arcade du jeu ("Vous devez vaincre Sheng Long pour avoir une chance"), qui était également à la base du personnage de canular du même nom.
Gouken est incarné par les acteurs japonais Akira Koieyama et Shogen Itokazu dans la série Street Fighter : Assassin's Fist , qui relate les évènements ci-dessus relatifs à la formation de Ryu et Ken par Gouken, puis la mort de ce dernier des mains de Gouki, incarné par l'acteur et artiste martial britannique Joey Ansah. C'est l'unique apparition du personnage de Gouken dans un média officiel en live-action.